# فؤاد شمص
فؤاد شمص ممثل صوت لبناني.

## فيلموغرافيا

### رسوم متحركة
- باتمان (مسلسل رسوم متحركة 1992) - باتمان
- عالم غامبول المدهش - رينشارد واترسون (الصوت الثاني)
- باتمان الجرأة والشجاعة - باتمان
- لاكي لوك - لاكي لوك
- فتيات وأمنيات
- فيبو والأصدقاء - هاري
- القط ذو القبعة - القط
- يوغي يو
- ينابيع المعرفة
- فرقة الفرسان دارتانيان
- أبطال النينجا- دوناتيلو، كيسي جونز
- القرصان الاسود - القرصان الاسود
- مستر مان شو - الراوي (الموسم الأول)، متذمر (الموسم الأول)، مازح (الموسم الأول)، جريء (الموسم الأول)، صغير (الموسم الأول)
- سلاش - سميلزو، كلب 2
- البروفسور لبيب
- غارفيلد - هاري
- جيرونيمو ستيلتون - جيرونيمو ستيلتون
- أنا وصديقي الآلي - تشيب

### أفلام
- أطلنطس: الإمبراطورية المفقودة - كاشيكيم نيداخ (النسخة العربية الفصحى)
- البحث عن نيمو - مرلين (النسخة العربية الفصحى)
- بولت - الموظف (النسخة العربية الفصحى)
- حياة حشرة - سليم (النسخة العربية الفصحى)
- سيارات - شيك هيكس، الملك (النسخة العربية الفصحى)
- سيارات 2 - منادي القصر (النسخة العربية الفصحى)
- طائرات: حرائق وإنقاذ - كاد
- عودة أطلنطس - كاشيكيم نيداخ (النسخة العربية الفصحى)
- الفأر المتحري - بازيل (النسخة العربية الفصحى)
- فيلم ستيتش - غانتو (النسخة العربية الفصحى)
- فيلم النحلة - باري بنسون
- كنز قارون
- كوكب الكنز - الراوي (غير مدرج، النسخة العربية الفصحى)
- ليروي وستيتش - غانتو (النسخة العربية الفصحى)
- وال إي - القبطان (النسخة العربية الفصحى)
- مريا سيلستي

### مسلسلات لايف أكشن
- ثانوية الاستخبارات
- جنكيز خان
- عز الدين القسام - عز الدين القسام (صوت فقط)
- المختار الثقفي - العباس بن علي[4]، عبد الله بن كامل الشاكري، ضربي

## وصلات خارجية
- فؤاد شمص  على فيسبوك.